# Anyphaena ayshides
Anyphaena ayshides là một loài nhện trong họ Anyphaenidae.
Loài này thuộc chi Anyphaena. Anyphaena ayshides được Takeo Yaginuma miêu tả năm 1958.